# Jean-Louis Levet
 (mars 2023).
Il peut être nécessaire de l'améliorer pour respecter le principe de neutralité de point de vue. Veuillez consulter la page de discussion pour plus de détails.

 (février 2023).
Pour les articles homonymes, voir Levet.
Jean-Louis Levet, né le 18 octobre 1955,  est un économiste, essayiste, conférencier, ancien haut fonctionnaire. 
Docteur d'Etat en Sciences Economiques et Lauréat de la Faculté de Droit et des Sciences Economiques de Montpellier, il a exercé de multiples responsabilités dans la haute fonction publique et dans le secteur privé avec comme fil conducteur le développement économique et industriel et la coopération internationale.
Il est actuellement Délégué général de l'Association France-Algérie (AFA) après avoir été élu en janvier 2021.
Professeur associé d'économie successivement au sein de plusieurs Universités françaises, il a publié une vingtaine d'ouvrages consacrés aux questions économiques et industrielles qui animent régulièrement le débat public.

## Carrière dans l'administration
Il devient chargé de mission, puis chef de la division « Productique et automatisation de la production » à la direction générale du ministère de l'Industrie (1982-1988) où il a la responsabilité de multiples dossiers industriels dans l'industrie des machines, contribue à la définition et à la mise en place du programme national Productique destiné à favoriser la performance des entreprises de biens d'équipement, participe à la mise en œuvre du programme européen Eureka à l'initiative de la France. Il devient ensuite conseiller spécial pour les affaires économiques de Christian Pierret, président de la commission de surveillance de la Caisse des dépôts et consignations (1988-1990), puis directeur de la stratégie de la Société financière de participation industrielleen participant à la transformation de cette société en un groupe industriel et directeur général d'Expansion partenaires (1990-1991).
Chargé de mission pour les questions industrielles au cabinet d'Édith Cresson, Premier ministre (1991-1992), il a en particulier la responsabilité de l'élaboration d'une des priorités du Premier ministre, un plan en faveur du développement des PMI qui sera mis en œuvre fin 1991. Il rejoint ensuite le Commissariat général du Plan comme chef du service du développement technologique et industriel, (mai 1992-juin 2001); il promeut plusieurs axes d'études avec des groupes de travail correspondants réunissant l'ensemble des acteurs économiques, sociaux et territoriaux concernés (dont il assurera pour la plupart la fonction de rapporteur général) autour des questions de politique industrielle et de politique de la concurrence au niveau européen, de compétitivité des entreprises françaises, d'intelligence économique, des politiques en faveur du développement territorial, de la maîtrise des centres de décision économiques français (la question de la nationalité de l'entreprise).
Il est nommé en juin 2001 Rapporteur général de la Commission nationale des aides publiques aux entreprises présidée par le ministre de l'Économie et des Finances (juin 2001-décembre 2002 qu'il s'agit de mettre en place au niveau national et dans chaque région; l'objectif en particulier, en concertation avec les ministères concernés, les régions et les partenaires sociaux, est d'évaluer le système français d'aides aux entreprises: pour la première fois une analyse globale de ce système sera réalisée et fera l'objet d'un rapport publié à la documentation française,. Il constituera par la suite une référence pour les actions publiques menées pour faire évoluer ce système. Chef du service des entreprises et du développement des activités économiques du Commissariat général du Plan (juin-octobre 2003) qu'il constitue, il est ensuite chargé de mission  auprès d'Alain Etchegoyen, Commissaire général au Plan, pour les questions industrielles et européennes (octobre 2003-mars 2006). Il réalisera en particulier une mission sur la question des délocalisations de sites de production dont le rapport contribuera à alimenter le débat public et l'action des acteurs publics dans ce domaine.
Après avoir eu en charge le pôle "Politique industrielle, concurrence et entreprises au Plan" de mars à octobre 2006.
Le 15 novembre 2001, il est promu, sur la réserve du ministre de l'Économie et des Finances, au grade de Chevalier dans l'ordre national du Mérite.

## Carrière universitaire
Il a été élu, à l'unanimité des membres du  conseil d'administration, en octobre 2006, directeur (puis nommé quelques mois plus tard directeur général,) de l'Institut de recherches économiques et sociales (IRES: l'institut en France travaillant au service des organisations syndicales françaises): conduite du programme scientifique à moyen terme de l'Institut; développement des liens avec les organisations syndicales; dynamisation de l'ouverture de l'IRES sur l'extérieur avec notamment la réalisation de la première Université de printemps de l'IRES avec l'ensemble des organisations syndicales françaises en avril 2009 sur le thème "Du capitalisme financier au développement durable" et en partenariat avec les Universités de Paris-Dauphine et de Marne la Vallée, l'EHESS et des médias comme France culture; la création d'un Forum annuel des organisations syndicales françaises et allemandes, en partenariat avec les fondations F. Ebert et H. Böckler; la réalisation d'un séminaire sur "les stratégies des firmes et leurs effets sur l'emploi et le travail". Il démissionne de ses fonctions fin février 2010 en étroite concertation avec le conseil d'administration, pour rejoindre le Centre d'Analyse Stratégique placé auprès du Premier ministre.
Membre du conseil scientifique de l'École doctorale EGEE de l'Université Paris XII, du conseil des experts de la Revue d'économie publique, du comité scientifique des Cahiers de la Sécurité (la revue de l'INHES), du comité éditorial de la Revue Géoéconomie. Il a enseigné, l'intelligence économique dans le cadre du Master "Intelligence technique, scientifique et économique" de l'ESIEE (Université Marne la vallée), après avoir été, durant plus d'un' décennie, professeur associé à mi-temps (PAST) successivement à l'Université de Poitiers, l'Université d'Aix-Marseille, l'institut de sciences politiques de Toulouse, et l'Université e Paris XIII.
Président-fondateur (1997-2002) de l'Association française pour le développement de l'intelligence économique (AFDIE)et initiateur des Rencontres nationales de l'intelligence économique (1998-2001), co-initiateur du premier DESS en France d'intelligence économique à l'Université de Poitiers (1997), il a créé et dirigé la revue L'Intelligence économique de 1997 à 2003.
Il a été auditeur de la 53e session de l'Institut des hautes études de la défense nationale (2000-2001).
Il crée en  avril 2010 le Séminaire "Production" au sein de la Fondation Jean Jaurès, qu'il préside; ce groupe de travail, depuis, a publié plusieurs essais relatifs aux questions de stratégie  économique et industrielle (cf "Bibliographie sélective" ci-dessous). Il réunit une vingtaine de membres, issus du monde de l'Université, de l'Entreprise (grands groupes, PMI, start-ups), des Collectivités territoriales, du monde syndical et associatif, de la haute fonction publique.
Membre du Conseil d'Administration et du Bureau de l'Association France-Algérie (réélu en juin 2020)
Il est élu, le 27 janvier 2021, Délégué général de l'Association France-Algérie (AFA)
Expert-référent, IHEDN, 6e Session nationale « Enjeux et stratégies maritimes », 2020/2021[source insuffisante]

## Retour dans la haute administration
Après avoir rejoint le Centre d'Analyse Stratégique, il intègre fin 2010 le Commissariat général à l'investissement comme conseiller auprès de René Ricol, Commissaire général. Il a la responsabilité de trois missions de nature transversale :
- la préparation de l'évaluation du programme d'investissements d'avenir (aussi appelé grand emprunt) ;
- venir en appui à l'équipe du Commissariat général à l'investissement sur la priorité de la réindustrialisation de l'économie et des territoires ;
- construire une relation d'information et de dialogue avec les acteurs sociaux.

Il poursuit ces missions auprès du nouveau commissaire général, Louis Gallois, de juin 2012 à mai 2013. Il contribue au travail collectif mené par Louis Gallois, relatif à l'élaboration du rapport que lui a confié le Premier ministre, « Pacte pour la compétitivité de l'industrie française . Ce rapport est remis au Premier ministre en novembre 2012,.
En mai 2013, il est nommé par le Gouvernement français, Haut Responsable (HR) à la coopération industrielle et technologique franco-algérienne. Sa mission se situe dans le cadre de la Déclaration d'Alger, sur la Coopération et l'Amitié entre la France et l'Algérie, signée en décembre 2012 par les deux Présidents Hollande et Bouteflika. Il s'agit de contribuer à donner un nouvel élan aux relations franco-algériennes dans les domaines économique, industriel et technologique par la réalisation de partenariats d'exemplarité fondés sur la concertation. Initiant une démarche innovante consistant à partir des besoins, des attentes, des projets des Algériens, en rencontrant de nombreux acteurs publics et privés algériens, le HR a proposé trois priorités: une formation professionnelle de qualité axée sur le développement industriel / des infrastructures technologiques et techniques d'appui aux entreprises (normalisation, centres techniques, RSE, etc) / des partenariats productifs entre firmes des deux pays ciblées sur les grands défis de l'économie algérienne (agroalimentaire, santé, énergie, numérique, sous-traitance, ville durable en particulier). Ces priorités ont été retenues par les deux gouvernements dès la première "Conférence Inter-gouvernementale de haut niveau" (CIHN) en décembre 2013. Un second ensemble de projets est présenté lors du second COMEFA en octobre 2014, puis un troisième le 26 octobre 2015(formation, propriété intellectuelle, co-production entre PME des deux pays, etc). Un nouvel ensemble d'accords est signé lors du 3e CIHN du 10 avril 2016.
Ce sont 54 accords qui ont été signés entre des opérateurs des deux pays entre fin  2013 et fin 2017 dont 33 issus des travaux et de l'action  de la Mission "Coopération technologique et industrielle franco-algérienne". Fin 2017, ont lieu successivement en novembre à Alger un nouveau COMEFA, suivi le 12 décembre à Paris d'un nouveau CIHN,co-présidé par le Premier ministre français et le Premier ministre algérien: au cours de ces deux nouvelles rencontres, une douzaine de projets de coopération font l'objet d'accords signés par les opérateurs concernés, avec par exemple du côté français des groupes tels que PSA, SCHNEIDER ELECTRIC, SANOFI, IPSEN.
Par une nouvelle lettre de mission du 26 décembre 2017 signée au nom du Gouvernement français, par le Ministre de l'Europe et des Affaires Etrangères Jean-Yves le Drian et par le Ministre de l'Économie et des Finances, Bruno Le Maire, Jean-Louis Levet est renouvelé dans ses fonctions. Au cours de l'année 2018, celui-ci initie et accompagne un nouvel ensemble de 25 projets de coopération, via des choix visant à concevoir et à organiser des partenariats possibles toujours en tenant compte des besoins de l'économie algérienne et des atouts des opérateurs français. Ces choix ont permis une plus grande lisibilité des approches de terrain et une meilleure mobilisation des acteurs économiques algériens et français susceptibles de s'engager sur des partenariats. Ces nouveaux projets se structurent autour de 5 grandes thématiques: industries manufacturières, BTP et services à l'industrie; énergie et transition énergétique; hautes technologies et développement numérique; entrepreneuriat et organisation de l'efficacité économique; territoires et coopération industrielle. Cette dynamique cumulative très positive est nettement visible dans les actions initiées dans les territoires où la mobilisation des acteurs et la thématique initiée par Jean-Louis Levet "Universités/Entreprises/Territoires" dès 2015 sont particulièrement productives (citons à titre d'exemple, les territoires de Tlemcen, de Ouargla, de Boumerdès, de Bejaia, et aussi ceux plus récemment de Tizi-Ouzou et de Annaba).
À quelques semaines du déclenchement du soulèvement algérien de nature révolutionnaire (février 2019), le Gouvernement français décide de mettre fin à la Mission de Coopération économique, technologique et industrielle. Dans un courrier adressé à Jean-Louis Levet le 13 janvier 2019, les deux ministres signataires le remercient pour le travail accompli : « Alors que votre mission s'achève, nous souhaitons vous témoigner notre profonde estime et notre reconnaissance pour l'ampleur et la qualité de votre travail et votre apport remarquable à la coopération entre la France et l'Algérie » (extrait du premier paragraphe). Le haut responsable remet son rapport de fin de mission au Gouvernement le 18 février 2019, après avoir rencontré une dernière fois, dans le cadre de sa mission en Algérie, ses principaux interlocuteurs. Sollicité durant les mois qui vont suivre par les opérateurs universitaires et industriels concernés, il s'assure de la continuité de la mise en œuvre des projets amorcés, tout en passant le témoin aux services concernés de l'ambassade de France à Alger.
Au cours de sa mission, il a été successivement : 
- lauréat du Prix de « La Personnalité ayant marqué l’année 2013-2014[36]par son engagement en faveur du rapprochement entre la France et l’Algérie » remis par Jean-Pierre Chevènement, Ancien ministre et président de l’Association France-Algérie (AFA) et par Edith Cresson, Ancien Premier ministre et Présidente du Jury, le 18 octobre 2014 ;
- lauréat du Trophée de l'Excellence[37], Premier Forum économique Algérie-France, 11 juin 2015, Paris ;

Début novembre 2019, il rejoint le Secrétariat général de la mer, un organisme interministériel placé auprès du Premier ministre, pour une nouvelle mission relative à la stratégie française d'exploration et d'exploitation des ressources minérales dans les grands fonds marins,. Il s'agissait de tirer les enseignements relatifs à la mise en œuvre de « la stratégie nationale d'exploration et d'exploitation minières des grands fonds marins » (GFM) approuvée lors du CIMER (comité interministériel de la mer)  du 22 octobre 2015 et de proposer au secrétaire général de la mer, une renouvellement de cette stratégie avec les acteurs concernés et une mise en perspective pour les dix années à venir.
Pour mener à bien cette mission dans les délais proposés (novembre 2019/ été 2020), J.L. Levet a considéré " qu'il était nécessaire (1) de créer les conditions d'une nouvelle dynamique autour de la thématique de la mission ; (2) de recréer des liens entre les opérateurs publics et privés, de la recherche et de l'industrie ; (3) de dégager une vision partagée des grands enjeux ; (4) de définir des priorités sur le long terme, avec des projets correspondants et l'identification des moyens humains, techniques et financiers adéquats. Le rapport de fin de mission remis en juillet 2020 a constitué le résultat de ces dynamiques". (extrait de la synthèse réalisée à partir du rapport par son auteur et rendue publique sur le site du Secrétariat général de la mer le 21 janvier 2021).
Durant cette mission, J.L. Levet a constitué un groupe de travail "Grands fonds marins" réunissant tous les acteurs publics et privés (les huit ministères concernés, les établissements publics tels que le CNRS, l'IFREMER, l'IRD, l'ADEME, le BRGM, le SHOM, et les entreprises avec le Cluster Maritime Français). Il s'est entretenu, parallèlement, avec plus d'une centaine de personnes de la sphère publique, de la recherche, de l'université et de l'industrie, d'opérateurs associatifs nationaux et internationaux, d'institutions européennes et internationales, d'experts reconnus. Ce rapport, issu de ce travail collectif, a ensuite été adressé par le secrétaire général de la mer au Premier ministre, puis à l'ensemble des ministres concernés. Après plusieurs réunions interministérielles, au cours desquelles la qualité du rapport a été soulignée, un ensemble de décisions ont été prises, reprenant l'essentiel des analyses et des propositions du rapport. Celles-ci ont été retenues lors de la tenue du Comité Interministériel de la Mer (CIMER) au Havre le 22 janvier 2021, présidé par le Premier ministre,.
Il est alors nommé conseiller spécial chargé de la mise en œuvre de la Stratégie nationale d'exploration et d'exploitation durable des grands fonds marins. Ce travail est mené tout au long de l'année 2021, en lien étroit avec l'ensemble des acteurs publics et privés du domaine des grands fonds marins, ainsi qu'avec plusieurs États de l'Union Européenne. Sa mission prend fin le 31 décembre 2021.
Auparavant, il travaille à assurer les liens entre la poursuite de la mise en œuvre de la Stratégie nationale dont il a la responsabilité, et le nouveau plan d'investissement « France 2030 », présenté par le Président de la république le 12 octobre 2022. France 2030 est structuré autour de 10 objectifs, dont le 10e concerne le thème « Investir dans le champ des fonds marins : pour une meilleure compréhension du vivant,.
Au cours de l'année 2022, il est sollicité pour intervenir au cours de plusieurs colloques et rencontres concernant l'Océan et les grands fonds. Citons le 6 janvier, "Grands fonds: vingt mille défis sous les mers", organisé par le Centre d'études stratégiques de la Marine à l'École Militaire à Paris; du 17 au 23 septembre, "Futurs de l'océan, des mers et des littoraux" dans le cadre des "Colloques de Cerisy"; du 7 au 9 octobre, "Grand océan", à la Cité de la Mer, Cherbourg-en-Cotentin, organisé par Sciences et Avenir La Recherche et Les Echos, le Parisien Evènements. Il publie aussi au cours de l'année 2022 sur ce même sujet de la stratégie nationale des grands fonds marins (cf rubrique Bibliographie sélective) dans les revues "Alter Médias", "Diplomatie" et " Études Marines". Il est également auditionné toujours sur le même sujet par différentes instances en 2022: le Conseil Général de l'Environnement et du Développement Durable le 22 janvier; l'Institut des Hautes Études pour la Sciences et la Technologie (IHEST) le 10 février; La Mission d'information du Sénat relative à "l'exploration, la protection et l'exploitation des fonds marins", présidée par le sénateur Michel Canévet, le 15 février.
Le 14 juillet 2016, il est promu, sur la réserve du Premier ministre, au grade de Chevalier dans l'Ordre national de la Légion d'honneur (JO du 13 juillet 2016).

## Activités politiques
Président du club « Démocraties »de 1993 à 1995, il a été  Responsable National du Parti socialiste, chargé de l'industrie (2005-2007) auprès de François Hollande, Premier secrétaire, après avoir été délégué national chargé de la politique industrielle (2003-2005), puis le conseiller industriel de Ségolène Royal, candidate du PS lors de l'élection présidentielle de 2007.Fondateur et  Responsable du Séminaire "Production" (depuis mars 2010), au sein de la Fondation Jean Jaurès. Il participe activement à la définition du programme économique (politiques industrielle et énergétique aux niveaux national et européen, politique en faveur de l'investissement des entreprises, développement des territoires, État stratège et développeur et nouvelle organisation) de François Hollande, lors de la préparation de la campagne des élections présidentielle de 2012 avec l'ensemble des membres du Séminaire "Production" de la Fondation Jean Jaurès.